# David Nicolle
Dr. David C. Nicolle (4 de abril de 1944) é um historiador britânico especialista em história militar da Idade Média, com um interesse particular no Oriente Médio.
Nicolle trabalhou para a BBC Arabic Service, e também lecionou sobre a arte e arquitetura do Mundo Islâmico na Universidade de Yarmouk, na Jordânia. Ele atualmente vive no Reino Unido.
Nicolle fazia parte do conselho editorial da Medieval History Magazine. Trabalhou para a BBC Arabic Service antes de começar seu mestrado na Escola de Estudos Orientais Africanos. Ganhou um Ph.D. na Universidade de Edimburgo. Seu interesse no mundo medieval foi mostrado no número de livros e artigos que escreveu para ensinar arte da arquitetura e história Islâmica Mundial na Universidade de Yarmouk, na Jordânia.
Se casou com uma americana, Colette Giroux, em 1976; eles têm um filho, Frederick Joseph ("Fred", nascido em 1982) e uma filha Dr. Antoinette Laura ("Nette", nascida em 1984). Hoje vive e trabalha em Woodhouse Eaves, Leicestershire.

## Trabalhos selecionados
- (1990) Attila and the nomad hordes: warfare on the Eurasian steppes 4th-12th centuries, Osprey Publishing, ISBN 0-85045-996-6
- (1991) French Medieval Armies 1000-1300. Londres: Osprey Publishing, ISBN 1-85532-127-0
- (1992) Arthur and the Anglo-Saxon Wars: Anglo-Celtic Warfare, A.D.410-1066, Osprey Publishing, ISBN 0-85045-548-0
- (1993) Armies of the Muslim Conquest, Osprey Publishing, ISBN 1-85532-279-X
- (1993) Hattin 1187: Saladin's Greatest Victory, Osprey Publishing, ISBN 1-85532-284-6
- (1994) The Ottoman Army 1914-1918, Osprey Publishing
- (1995) Medieval Warfare Source Book: Warfare in Western Christendom, Brockhampton Press, ISBN 1-86019-889-9
- (1996) Medieval Warfare Source Book: Christian Europe and its Neighbours, Brockhampton Press, ISBN 1-86019-861-9
- (1997) The History of Medieval Life, Hamlyn
- (1998) Crusader Warfare: Muslims, Mongols and the Struggle Against the Crusades, Osprey Publishing, ISBN 1-85532-697-3
- (1999) Arms and Armour of the Crusading Era, 1050-1350: Western Europe and the Crusader States, Greenhill Books, ISBN 1-85367-347-1
- (2000) Crecy, 1346: Triumph of the Black Prince, Osprey Publishing, ISBN 1-85532-966-2.
- (2000) French Armies of the Hundred Years War. Londres: Osprey Publishing, ISBN 1-85532-710-4.
- (2001) Knight Hospitaller, volumes I e II; Osprey Publishing, Botley, Oxfordshire
- (2002) Warriors and Their Weapons Around the Time of the Crusades: Relationships Between Byzantium, the West and the Islamic World, Ashgate, ISBN 0-86078-898-9
- (2004) Poitiers 1356: The Capture of a King, Osprey Publishing, ISBN 1-84176-516-3.
- (2005) Crusader Castles in the Holy Land 1192-1302. Osprey Publishing, ISBN 1-84176-827-8.
- (2005) Crecy 1346: Triumph of the Longbow, Greenwood Press, ISBN 0-275-98843-0
- (2007) Crusader Castles in Cyprus, Greece and the Aegean 1191-1571, Osprey Publishing, ISBN 1-84176-976-2.
- (2007) Fighting for the Faith: Crusade and Jihad 1000-1500 AD, Pen & Sword Military, ISBN 1-84415-614-1
- (2011) Saladin: Leadership - Strategy - Conflict. Osprey Publishing, ISBN 978-1-84908-317-1

### Colaborações
- (2005) com Christopher Gravett: Battles of the Middle Ages, Greenwood Press, ISBN 0-275-98837-6
- (2007) com J. Haldon and Stephen Turnbull: Fall of Constantinople: The Ottoman Conquest of Byzantium, Osprey Publishing, ISBN 1-84603-200-8

### Como editor
- (2002) Companion to Medieval Arms and Armour, Boydell Press, ISBN 0-85115-872-2